# Cantone di Carmaux-Nord
Il Cantone di Carmaux-Nord era una divisione amministrativa dell'arrondissement di Albi.
È stato soppresso a seguito della riforma complessiva dei cantoni del 2014, che è entrata in vigore con le elezioni dipartimentali del 2015.
Comprendeva parte della città di Carmaux e i comuni di:
- Rosières
- Saint-Benoît-de-Carmaux